# La Chapelle-Thireuil
La Chapelle-Thireuil ist eine Commune déléguée in der französischen Gemeinde Beugnon-Thireuil mit 448 Einwohnern (Stand: 1. Januar 2022) im Département Deux-Sèvres in der Region Nouvelle-Aquitaine (vor 2016: Poitou-Charentes).
Die Gemeinde La Chapelle-Thireuil wurde am 1. Januar 2019 mit Le Beugnon zur Commune nouvelle Beugnon-Thireuil zusammengeschlossen. Sie hat seither den Status einer Commune déléguée. Die Gemeinde La Chapelle-Thireuil gehörte zum Arrondissement Niort und zum Kanton Autize-Égray. 

## Lage
La Chapelle-Thireuil liegt etwa 30 Kilometer westsüdwestlich von Parthenay am rechten Ufer des Flusses Saumort. 
Umgeben wurde die Gemeinde La Chapelle-Thireuil von den Nachbargemeinden Le Busseau im Westen und Norden, Scillé im Norden, Vernoux-en-Gâtine im Nordosten, Le Beugnon im Nordosten und Osten, Fenioux im Osten, Puihardy im Südosten und Süden, Ardin im Süden sowie Saint-Laurs im Süden und Südwesten.

## Bevölkerungsentwicklung
| Jahr                       | 1962 | 1968 | 1975 | 1982 | 1990 | 1999 | 2006 | 2013 |
| Einwohner                  | 676  | 617  | 610  | 514  | 506  | 452  | 431  | 435  |
| Quellen: Cassini und INSEE |      |      |      |      |      |      |      |      |

## Sehenswürdigkeiten

Kirche Saint-Étienne

- Kirche Saint-Étienne